# 日本プロゴルフ殿堂
一般財団法人日本プロゴルフ殿堂（にほんプロゴルフでんどう）は、日本のゴルフ競技において偉業を達成し、ゴルフの発展に大きく寄与した人物に対して、その功績を表彰し展示することを目的として設立された組織。
日本プロゴルフ協会、日本女子プロゴルフ協会及び日本ゴルフツアー機構によって2010年9月26日に設立され、2011年10月26日に設立記者会見が行われた。初代理事長には社団法人日本民間放送連盟会長広瀬道貞が、また表彰選考委員会の委員長には元NHKアナウンサーで日本プロゴルフ協会名誉顧問の羽佐間正雄が就任した。
2025年3月、2025年1月に一般財団法人日本プロゴルフ殿堂を発展的解消し、公益財団法人日本ゴルフ協会の新組織として日本ゴルフ殿堂を設立することが発表された。公益財団法人日本ゴルフ協会に日本ゴルフ殿堂本部が設置され、エクゼグティブプレジデントに松井功日本プロゴルフ殿堂理事長、同本部本部長/エクゼグティブディレクターに山中博史日本ゴルフ協会専務執行役、コーディネーターに戸張捷日本ゴルフ協会広報参与が就任した。

## 選考基準
殿堂入りの選考基準は以下の通り、ツアー制度施行前後また男子・女子の区別から3つのカテゴリーに分けられている。有資格者について表彰選考委員会で選考され、理事会で表彰者が決定される。
表彰カテゴリー
1. 1972年以前（ツアー制度施行前）に活躍し、または功績を残したレジェンド的プレーヤー
2. 1973年以降に活躍した表彰資格（下記）を満たす男子現役世代プレーヤー
3. 表彰資格（下記）を満たす女子プレーヤー

表彰資格
1. 表彰年度において満45歳以上であること。但し、JLPGAは単年登録者として10年以上在籍している者。
2. PGA会員、JLPGA会員及びJGTO会員として在籍10年以上であること。
3. 上記 1. 2. の資格者で次のいずれかに該当する者。
  1. 男子レギュラーツアー及び女子レギュラーツアーの年間賞金ランキング第1位者。
  2. 日本プロ、日本オープン、ツアー選手権5勝以上の者または日本女子プロ、日本女子オープン5勝以上の者。
  3. 男女ツアー競技25勝以上の者。
  4. 日本プロシニア、日本シニアオープン5勝以上の者。
  5. シニアツアー競技15勝以上の者。
  6. 海外メジャー競技1勝以上の者。
  7. 海外ツアー競技3勝以上の者。
  8. 海外シニアメジャー競技1勝以上の者。
  9. 海外シニアツアー競技3勝以上の者。
  10. 世界ゴルフ殿堂入りした者。
  11. 理事会において功績があると認めた者（物故者を含む）。
  12. 日本ツアー出身者で海外メジャー優勝者及び五輪メダリストは年齢に関係なく特別表彰される。

## 殿堂顕彰者
| 氏名       | 選出年 | 選出部門   |
| ---------- | ------ | ---------- |
| 浅見緑蔵   | 2012年 | 部門なし   |
| 小野光一   | 2012年 | 部門なし   |
| 小針春芳   | 2012年 | 部門なし   |
| 戸田藤一郎 | 2012年 | 部門なし   |
| 中村寅吉   | 2012年 | 部門なし   |
| 林由郎     | 2012年 | 部門なし   |
| 宮本留吉   | 2012年 | 部門なし   |
| 島村祐正   | 2013年 | レジェンド |
| 二瓶綾子   | 2013年 | レジェンド |
| 福井覚治   | 2013年 | レジェンド |
| 安田幸吉   | 2013年 | レジェンド |
| 青木功     | 2013年 | プレーヤー |
| 樋口久子   | 2013年 | プレーヤー |
| 井戸木鴻樹 | 2013年 | 特別賞     |
| 石井朝夫   | 2014年 | レジェンド |
| 陳清波     | 2014年 | レジェンド |
| 杉原輝雄   | 2014年 | プレーヤー |
| 岡本綾子   | 2014年 | プレーヤー |
| 橘田規     | 2015年 | レジェンド |
| 杉本英世   | 2015年 | レジェンド |
| 大迫たつ子 | 2015年 | プレーヤー |
| 陳清水     | 2017年 | レジェンド |
| 河野高明   | 2017年 | レジェンド |
| 清元登子   | 2017年 | レジェンド |
| 島田幸作   | 2017年 | プレーヤー |
| 村上隆     | 2017年 | プレーヤー |
| 涂阿玉     | 2017年 | プレーヤー |
| 藤井義将   | 2018年 | レジェンド |
| 金井清一   | 2018年 | プレーヤー |
| 吉川なよ子 | 2018年 | プレーヤー |
| 佐藤精一   | 2019年 | レジェンド |
| 小林法子   | 2019年 | レジェンド |
| 中嶋常幸   | 2019年 | プレーヤー |
| 森口祐子   | 2019年 | プレーヤー |
| 謝敏男     | 2020年 | レジェンド |
| 中村兼吉   | 2020年 | レジェンド |
| 岡田美智子 | 2020年 | プレーヤー |
| 海老原清治 | 2020年 | プレーヤー |
| 渋野日向子 | 2020年 | 特別賞     |
| 尾崎直道   | 2022年 | プレーヤー |
| 塩谷育代   | 2022年 | プレーヤー |
| 山本増二郎 | 2022年 | レジェンド |
| 古賀春之輔 | 2022年 | レジェンド |
| 安田春雄   | 2022年 | レジェンド |
| 松山英樹   | 2022年 | 特別賞     |
| 稲見萌寧   | 2022年 | 特別賞     |
| 笹生優花   | 2022年 | 特別賞     |
| 井上清次   | 2023年 | レジェンド |
| 日蔭温子   | 2023年 | プレーヤー |
| 倉本昌弘   | 2023年 | プレーヤー |

### 辞退者
- 尾崎将司[7]